# 足利義量
足利 義量（あしかが よしかず）は、室町時代中期の室町幕府の第5代征夷大将軍（在職：応永30年3月18日（1423年4月28日） - 応永32年2月27日（1425年3月17日））。

## 生涯

### 生まれ
父は第4代征夷大将軍・足利義持で長男。母は日野資康の娘で義持の正室の日野栄子で応永14年7月24日（1407年8月27日）に生まれた。応永24年（1417年）12月1日、義持が加冠して元服し、正五位下右近衛中将に任じられた。義持は嫡子の義量をかなり寵愛していたようで、義持の参詣や参籠、遊覧の時にはほとんどにおいて義量は同行していたという。

### 将軍職就任
応永30年（1423年）1月1日、義持・義量父子は朝廷に参内し、それから畠山満家、斯波義淳、細川満元らの屋敷にそれぞれ渡御している事から、この年初から義量への将軍職譲渡への根回しが行なわれていたと推測されている。3月9日には9日後に義量の将軍宣下を行なうように申し入れており（『満済准后日記』）、3月18日、17歳で父から将軍職を譲られて第5代将軍に就任した。就任の日には諸大名が、3月20日には僧俗が群参して馬や太刀を献上して祝ったという。応永31年（1424年）10月13日には参議に任命されて廟堂に列した。大御所となった義持はまだ38歳であり、これは自らが父の義満に早くに将軍職を譲られた例を踏襲したとされている。

### 早世
義量は疱瘡を患うなど生来病弱であった上、大酒飲みでさらに健康を悪くしたと言われている。江戸時代後期に編纂された『大日本野史』では、「性酒を好み劇飲度なかりしといふ」としている。またこの見方は田中義成や永原慶二といった歴史家も「酒のために早世したり」「酒色に溺れた」と踏襲している。
『花営三代記』応永28年6月25日条・6月29日条には、15歳の義量が父の義持に大酒を戒められ、近臣は義量に酒を勧めないよう起請文をとられたという話なども伝えられている。ただし清水克行は、起請文の一件は義持本人が度々「禁酒令」を出していたことによるもので、これを除くと義量と酒に関係する同時代史料は見い出せず、義量が大酒飲みであったとする事実は認められないと指摘している。
幕政においても隠居していた義持や有力管領らの存在もあって実権は無いに等しかった。死の2、3年ほど前から病を得て様々な治療や祈祷を受けていたが（『看聞日記』）、応永32年（1425年）2月27日に父に先立って急死した。享年19（満17歳没）。
義量には嗣子が無く、兄弟もいなかった。室町殿である義持は後継将軍や嗣子を定めることもせず、正長元年（1428年）に死去するまで政務を執ることになった。
栃木県足利市の鑁阿寺が義量の木像を所蔵している。

## 人物
義量は病弱であったが、義持の実子の中で元服まで存命しているのは彼だけだったため、義持の寵愛はかなりのものだったと伝わる。酒飲みに関して起請文を取ったのも、我が子を心配する（義持には義量しか子供がいないため）父親の愛情だったという。
義量にとっては大叔父である足利満詮が亡くなる際、娘を義量に嫁がせることを条件に所領を譲ったが、程なくして義持が満詮の娘を無理矢理出家させて義量と離別させたという（『看聞日記』応永25年5月16日条）。
また、義量の死は突然だったため、義持が殺害した義量の叔父にあたる義嗣の怨霊のため、あるいは義持が義量に将軍職を譲ってから寺社統制のために石清水八幡宮の神人を数十人殺害しており、その神罰であるとする噂もあった（『薩戒記』）。

## 経歴
※日付＝旧暦
- 応永24年（1418年）12月1日、元服し、義量と名乗る。同日、正五位下に叙し、右近衛中将に任官。12月13日、昇殿を許される。
- 応永30年（1423年）3月18日、征夷大将軍宣下。
- 応永31年（1424年）1月12日、従四位下に昇叙。右近衛中将如元。10月13日、参議に補任。右近衛中将美作権守兼任如元。 （美作権守兼任日付不詳）
- 応永32年（1425年）1月12日、正四位下に昇叙。2月27日、卒去。
- 康正3年（1457年） 2月27日、贈従一位左大臣。